# Messieurs les censeurs, bonsoir !
« Messieurs les censeurs, bonsoir ! » est une  célèbre phrase de l'histoire de la télévision française, prononcée le 15 décembre 1971 devant onze millions de téléspectateurs, dans l'émission À armes égales, de l'ORTF, où chaque invité avait droit de publier son reportage. L'auteur de la phrase et du reportage censuré, Maurice Clavel, quitte immédiatement le plateau sous un tonnerre d'applaudissements et fonde quelques semaines après l'Agence de presse APL, qui deviendra un an après le quotidien Libération.
Ex-résistant et écrivain, Maurice Clavel avait accepté avec réticence l'invitation de l'ORTF à ce débat avec le ministre du commerce Jean Royer, sur le thème « Les mœurs : la société française est-elle coupable ? ».
Le débat est immédiatement annulé du fait de son départ. Clavel protestait contre la coupe par l'ORTF de quelques mots de son reportage, déplorant « les sentiments ambigus » du président Georges Pompidou envers la Résistance intérieure française, la coupe en retirant en particulier le mot « aversion »,,,,,,. Il avait été prévenu à l'avance de cette coupe et avait envoyé peu avant l'émission des télégrammes soulignant qu'il ne les acceptait pas.
Le texte qui accompagne ce reportage est considéré par la « génération 68 » comme un « véritable manifeste »,. De son côté, Jean Royer se présente ensuite à l'élection présidentielle de 1974.

## Contexte
À armes égales est une émission diffusée sur la première chaîne de l'ORTF, chaîne de télévision française, à 21 heures du 17 février 1970 au 28 mars 1973. Elle est réalisée par Igor Barrère et conçue par Michel Bassi, Alain Duhamel, André Campana et Jean-Pierre Alessandri.
Après l'élection de Georges Pompidou lors de la présidentielle de 1969, son premier ministre Jacques Chaban-Delmas, inquiet de la contestation de l'ORTF en Mai 68, a souhaité ouvrir la télévision à la société et à l'opposition. Chaque semaine, un débat accorde un temps de parole égal à deux invités, qui ont chacun droit avant le débat à la diffusion de leur propre petit film. Le premier, sur « l'idée de Patrie », a opposé le 17 février 1970 Jacques Duclos, candidat du PCF à la présidentielle de 1969, au ministre de la Défense Michel Debré, Duclos y présentant un petit film rappelant la Grève patriotique des cent mille mineurs du Nord-Pas-de-Calais en mai-juin 1941.
Ancien gaulliste, l'écrivain Maurice Clavel s'était retrouvé après Mai 68 interdit des plateaux de l'ORTF et licencié de RTL, tandis que le sénateur centriste du Nord André Diligent vient d'étaler dans un rapport les « vices pernicieux de l'ORTF ».

## Préparation de l'émission
Le 5 novembre 1971, cinq semaines avant l'émission, Maurice Clavel reçoit  un appel téléphonique d’un producteur lui expliquant qu'il a été "choisi" sans lui dire pourquoi. On lui annonce qu’il sera confronté à Jean Royer, pour un débat sur « la société permissive ».
Maurice Clavel « flaire immédiatement le piège » d'un thème déjà traité sur la « Une » par Alain Peyrefitte et Roger Vadim. Il craint que cela se limite à la drogue et la pornographie, et répond qu'il aurait « préféré avoir pour adversaire un « penseur pompidolien » » puis déclare qu'il n'est pas « compétent sur la question ».
Finalement, il accepte le sujet, à condition qu’il soit ainsi complété : « Société permissive… ou société répressive », souhaitant se concentrer sur le second point pour parler des affaires Riss, Jaubert, Liscia et Béatrice Le Mire, cette dernière faisant l'objet de requêtes de Michel Rocard et François Mitterrand, concernant la liberté d'expression.
Les producteurs de l'émission lui annoncent que son film sera réalisé par Jean-Pierre Alessandri mais il refuse et exige Alexandre Astruc, son ami et « maître en cinéma », ce qui lui est refusé: Alessandri réalise son film.
La production lui a ensuite envoyé un employé de l'institut de sondage Sofres, à qui il propose trois questions pour le sondage – comme c’est la règle auprès de chacun des protagonistes, la troisième étant « la bourgeoisie et les dirigeants français sont-ils qualifiés pour opérer une tâche de redressement moral ? ».
Le 7 décembre, il a rendez-vous avec trois des producteurs, dont Alain Duhamel. Ce dernier visionne son film et lui « demande, sans trop de vigueur, de modifier la petite phrase sur Pompidou ». Clavel lui répond « qu’il ne saurait en être question ».
Le montage est terminé trois jours avant l’émission, Alessandri et la monteuse, Raly Mely, contents du travail, lui « suggérèrent avec force de passer, si possible, en premier », avant le reportage réalisé par Jean Royer, même si l'usage dans  cette émission est de tirer au sort l'ordre de passage.
Le jour de l'émission, à la mi-journée, la production lui demande de consentir à la coupure de l'expression qui fâche, au sujet de « l'aversion  » qu'il prête à Pompidou pour la Résistance. Refusant, il est prévenu que cela sera fait « d’autorité », en lui suggérant de « protester ».
Trois heures avant l'émission, Maurice Clavel demande à Jean-Claude Vernier de passer en son nom deux télégrammes, au contenu identique, adressés à À Armes égales, disant « Confirme mon opposition totale à la moindre censure de mon film ».
Vers huit heures moins dix, quai Kennedy, il apprend par Alessandri, dans le hall attenant au studio 101, que la censure sera bien effectuée et en entrant dans le studio il déclare à Jean Daniel, au passage, « ça va saigner » puis trois minutes environ avant le début se met à rédiger un court texte.
Son court texte reprend un passage trouvé dans un article de Laurent Salini, dans L’Humanité : « il est strictement inadmissible qu’un texte politique, commentant une déclaration politique, et de toute évidence clairement pris en compte par son auteur, puisse être censuré, comme ce fut le cas. La censure ne frapperait-elle qu’un seul mot, elle est tout aussi inacceptable que si elle frappait une page. ».

## Déroulement de l'émission
Le film de Maurice Clavel s'achevait sur une série d'invocations qui étaient autant d'appels à ce qu'il a appelé lui-même « le soulèvement de la vie », observe Le Monde. Les coupures dans le film sont brèves et liées aux sentiments de Georges Pompidou envers la Résistance française.
Les deux débatteurs étaient censés répondre ensuite aux questions que leur poseraient un psychiatre, un éducateur, un professeur, un prêtre, un jeune syndicaliste et une militante pour le Mouvement de libération des femmes.
Le débat n'a pas eu lieu : Maurice Clavel quitte le plateau de façon prématurée avant qu'il ne commence en lançant la formule « Messieurs les censeurs, bonsoir ! ».

## Analyses et réactions

### Presse
L'événement fait la une des journaux, provoque les jugements les plus contradictoires, déchaîne les fureurs et les passions. Deux semaines après l'événement, on retrouve la formule à la "Une" de l'hebdomadaire Nouvel Obs, le 28 décembre 1971. La formule est jugée « digne d'une repartie du théâtre hugolien ».
L'académicien Pierre Viansson-Ponté, éditorialiste dans Le Monde, salue le surlendemain « l'étonnant, le prodigieux, le fracassant "A armes égales" ! ». « Dès les premières images, on sent bien que quelque chose accroche, que cela n'ira pas tout seul », observe-t-il, en notant qu'« il est rare que les duellistes d'"à armes égales" commentent et contestent le sondage d'opinion qui préface l'émission ».

### Téléspectateurs
L'ORTF a reçu de « gigantesques » quantités de courrier après l'émission. Parmi les réactions dès les jours suivants, le témoignage de « plusieurs travailleurs manuels du bâtiment », publié dans Le Monde. Ils se disent représentatifs de « ceux qui jamais n'ont eu la possibilité d'accéder aux antennes de la TV » et qui affirment avoir « à travers Clavel », retrouvé « un peu de mai 68 ». Ils saluent « l'acte violent et révolutionnaire de Maurice Clavel, refusant de dialoguer avec les châtreurs d'idées et de pensées ».

### Auteur
L'Agence de presse APL, alors encore en cours de création et complètement inconnue, « connait un moment de gloire », ce soir-là, selon son fondateur et président Maurice Clavel, grâce à un « coup énorme » et un « moment très important », préparé la veille avec Jean-Claude Vernier de l'APL. Clavel précise à l'antenne qu'il est codirecteur de l'APL avec Jean-Paul Sartre.
Clavel, gaulliste de gauche, et Sartre s'était engagés un et demi auparavant dans la création du journal J'accuse, réalisé avec des militants maoïstes de la gauche prolétarienne, sans partager leurs opinions mais pour protester contre les interdictions frappant les tracts et journaux de ces derniers depuis l'élection de Georges Pompidou.
L'épisode entraine dans cette mouvance un « clivage »: l'APL en cours de création, ses deux responsables Maurice Clavel et Jean-Claude Vernier, s'opposent à Serge July et aux autres dirigeants maoïstes, les seconds, habitués à se servir des médias de manière moins conflictuelle, méprisant les premiers.

### Producteurs de l'émission
« Nous avons été maladroits, mais ni malhonnêtes, ni hypocrites, ni lâches » écrivent Alain Duhamel, André Campana, Igor Barrère, Jean-Pierre Alessandri et Guy Claisse, au nom des producteurs de l'émission dans Le Monde du 21 décembre 1971, huit jours après l'émission. Celle-ci continue à faire réagir de partout. Ils reconnaissent que le « départ spectaculaire et, pour nous, inattendu de Maurice Clavel [a] embrasé l'opinion, [le] gigantesque courrier que nous avons reçu et continuons à recevoir en témoigne ».
Cette réaction des producteurs de l'émission fait profil bas en déclarant qu'il y a « un point, un seul, sur lequel Maurice Clavel et nous sommes d'accord : couper un mot, une phrase, un paragraphe ou un texte entier revient strictement au même. C'est un principe qui est en jeu ».
Leur texte insiste sur le fait qu'aucun des quarante films réalisés pour les vingt numéros de l'émission n'avait jusqu'ici été coupé.

### Historiens et responsables de médias
« Ce fut un grand moment », selon l'historien Jean-Noël Jeanneney, car à « cette époque, les programmes étaient moins surveillés que l'information, qui était totalement verrouillée ». Pour Mathieu Gallet, président de l’INA, il s'agit d'un des exemples connus de la censure télévisuelle qui jalonna la Ve République.

## Suites
L'Agence de presse APL, alors en cours de création par Maurice Clavel, « connait un moment de gloire » ce soir-là puis un second deux mois après en révélant des photos de la mort de Pierre Overney qui contredisent la version officielle. Un photographe de l'APL a en effet pris des photographies, dont celles du meurtre. Ses photos montrent que Pierre Overney était à vingt mètres de son meurtrier, un agent de sécurité de Renault alors que l'information officielle diffusée jusque là par Renault et reprise par les médias indiquait le contraire, en parlant de légitime défense. Les militants de l'APL ont alors « foncé dans toutes les rédactions » pour faire diffuser ces photos. Hervé Chabalier et Philippe Gildas ont décidé de passer les photos au 20 heures de la première chaîne. L'Agence France-Presse se retrouve prise en flagrant délit de diffusion d'une information encore non recoupée dans cette affaire, provoquant une émotion "considérable",. L’Agence de presse libération (APL), qui diffuse les photos, voit sa notoriété bondir instantanément. Moins d'un an après, son succès encourage la création du quotidien Libération. L'affaire à aussi beaucoup agacés les cercles du pouvoir. Peu après, le secrétaire d'État Philippe Malaud voit dans l'ORTF un "soviet de maboul".

## Dans la culture populaire
Cet événement a donné son nom à un documentaire réalisé par Valérie Manns en 2016, qui explore les formes nouvelles de la censure dans les domaines de l’art et de l’information, diffusé le 21 mars sur France2. Il a aussi donné son titre au livre de Gérard Calmettes, paru chez l'Éditeur Michalon en 2005.